# Super Bonk
Super Bonk, conocido en Japón como Chō Genjin (超原人?) y en Europa como Super B.C. Kid, es un videojuego de plataformas desarrollado por A.I Co., Ltd y publicado por Hudson Soft para Super Nintendo en 1994, perteneciendo a la serie Bonk. Posteriormente apareció en la Consola Virtual de Wii: el 16 de noviembre de 2010, en Japón; el 10 de diciembre de 2010, en los territorios PAL y el 4 de abril de 2011, en América del Norte.